# Korsholms kungsgård

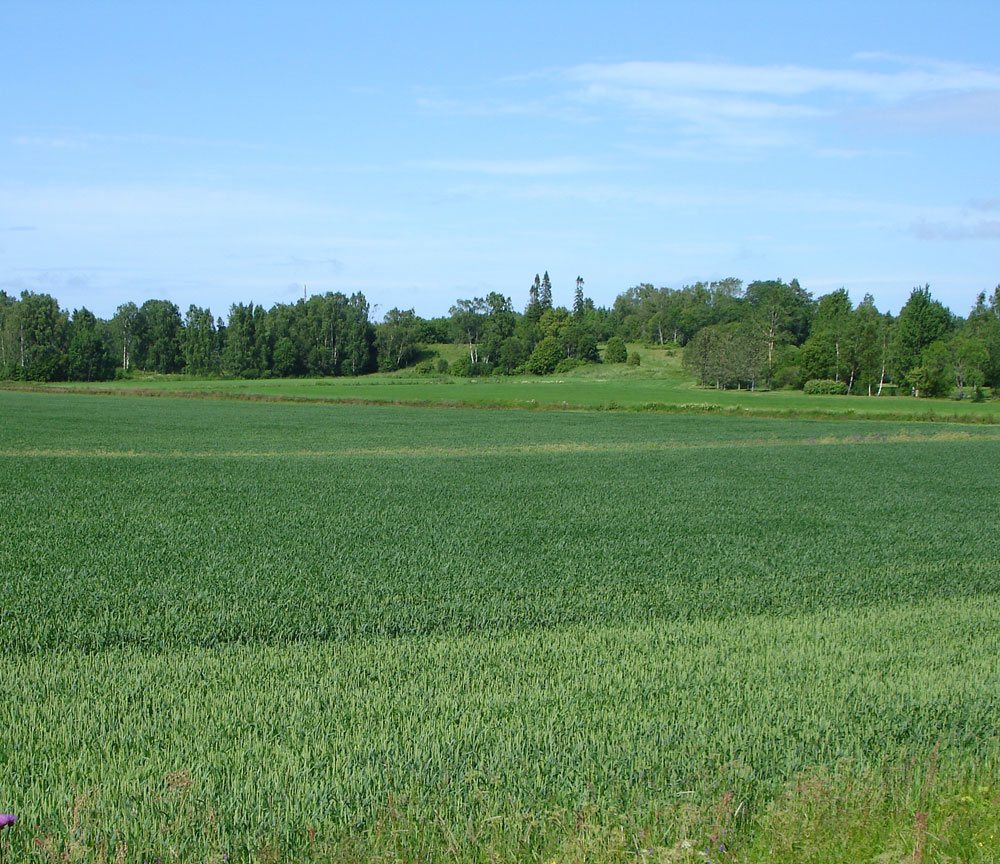
Korsholms vallar utgjorde centrum för den enorma Korsholms kungsgård, med ägor från Vallgrund till Laihela.

Korsholms kungsgård etablerades i början av 1500-talet på den plats där Korsholms slott låg, i dag känd som Korsholms vallar. Kungsgården låg i dåvarande Mustasaari socken i Österbotten, utanför dess centralort med samma namn - som 1606 fick stadsrättigheter och 1611 bytte namn till Vasa. Korsholms kungsgård låg precis utanför stadens södra tullport, och där bodde Österbottens fogdar, grevar och landshövdingar.    
Korsholms slott bestod av träbyggnader bakom en palissad, och då landhöjningen gjorde befästningen förlorade sin militära betydelse fortsatte verksamheten i stället som kungsgård. Stora markområden omkring Korsholms vallar har sedan dess varit kända som "kungsgården" - i dag i form av Campus Kungsgården, där Yrkesakademin i Österbotten bedriver yrkesutbildning.   

## Historia

### Kungsgård och avelsgård
För att trygga livsmedelsförsörjningen för hövdingen och underlydande på slottet inrättades en ladugård rätt tidigt vid slottet. Under tiden som kungsgård var området ofta uppdelat i två eller flera enheter, ibland med olika arrendatorer. De kallas vanligtvis södra respektive norra ladugården. Korsholms vallar och administrationsbyggnaderna där utgjorde centrum för södra ladugården. Norra ladugården tycks ha skapats då Gustav Vasa 1556 startade sitt projekt med avelsgårdar och inkluderade Korsholm i detta system. "Avel" ska i den här äldre betydelsen förstås som produktion eller tillverkning - idén var att skapa ett nätverk av mönstergårdar med ovanligt stor avkastning, som kunde användas bland annat av krigsmakten. Norra ladugården skapades i samband med att Mustasaari prästbol, det vill säga kyrkoherdens marker, indrogs till kronan genom reduktionen.  
Från tiden som avelsgård finns bokföringen för Korsholm bevarad. Utgående från den kan man sluta sig till att man på Korsholms kungsgård odlade råg, korn, ärter och humle. Man höll en stor djurbesättning, år 1559 redovisas till exempel 79 kor och 151 får. 1570 hade man sammanlagt cirka 700 djur på Korsholms kungsgård. Djuren fick man åtminstone delvis genom uppbörd bland traktens bönder. Under några år i början av 1600-talet höll man också en flock renar vid kungsgården- Fiske var en mycket viktig näringsgren och man fiskade både med nät och med håvar i områdets bäckar. Jakt på bland annat säl, älg och ekorre bedrevs också.   
År 1558 arbetade 38 personer på kungsgården. Titlarna varierade från fogde och skrivare till knekt, legodräng, mjölkdeja och ”bagerska” - och lönerna varierade mellan 60 mark för fogden och 1 mark för legopigan. Dessutom var invånarna i Mustasaari socken tvungna att göra tre dagsverken årligen på kungsgården.  
På Korsholms kungsgård bedrevs olika typer av verksamhet under seklerna. Bland annat verkade ett relativt stort tegelbruk på området i mitten av 1700-talet, med produktion av upp till 100 000 tegelstenar per år. Flera olika kvarnar anlades, kronobränneriet verkade på kungsgårdens marker, länsfängelset låg precis norr om Korsholms vallar och några misslyckade försökt till gruvdrift gjordes också.
Korsholms kungsgård fungerade som kungsgård, avelsgård och kungsladugård under olika perioder. Överskottet gick till kronan, och då kungsgården var utarrenderad betalades arrendet direkt till kungliga räknekammaren. Kungsgården utgjorde också administrativt centrum där kronans ombud huserade. Gustav II Adolf besökte kungsgården som barn 1602 tillsammans med sina föräldrar hertig Karl och Kristina av Holstein-Gottorp samt sin yngre bror Karl Filip. År 1614 var det enbart bröderna som besökte kungsgården och allmogen fick samtidigt möjlighet att lägga fram ärenden för kungen. Hösten 1616 uppehöll sig historikern Johannes Messenius på Korsholms kungsgård. Han var anklagad för katolska stämplingar och hade förvisats till Kajaneborg, men skeppet han färdades med skadades och stannade i Vasa över vintern. Generalguvernör Per Brahe bodde också på kungsgården 1649 under landshövding Hans Kyles tid, då han besökte staden för rådslag och rättsskipning.

### Förläningar och grevskap

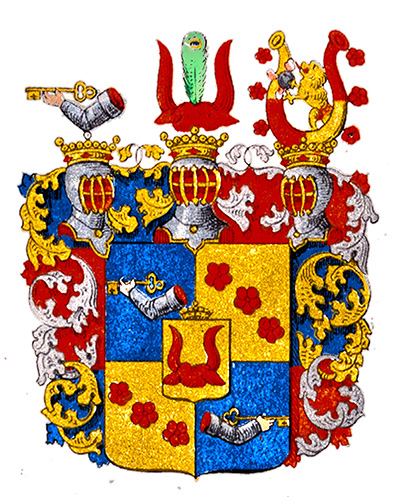
Släken Oxenstierna af Korsholm och Wasa byggde ett palats på Korsholms vallar och var innehavare av Korsholms kungsgård under 1600-talets senare del.

Korsholms kungsgård var än ett kronogods, än en stormannaförläning. 1571–1598 hade Gustaf Banér Korsholm som sin förläning. Gustaf Banér avrättades det sistnämnda året i Linköpings blodbad. Hans son Svante Banér fick dock också han Korsholm som förläning under åren 1614–28.
År 1633 överläts den norra ladugården till Vasa stad, som hade grundats den 2 oktober 1606 på Mustasaaris bys mark, och 1647 skänkte drottning Kristina även den södra ladugården till staden, som härigenom kom i besittning av Korsholms samtliga ägor. 
År 1653 införlivades kungsgården med grevskapet Korsholm och Vasa, som den 26 mars 1651 förlänades åt riksskattmästaren Gabriel Bengtsson Oxenstierna, som för övrigt var gift med tidigare innehavaren Svante Banérs syster Anna, och grevskapet omfattade till en början Vasa stad i Österbotten samt 377 1/6 mantal inom de i samma landskap belägna Mustasaari samt Storkyro och Lillkyro socknar. Den 17 april 1652 ökades det med 63 3/8 mantal i Storkyro socken och den 18 augusti 1653 fick Oxenstierna tillstånd att införliva Korsholms kungsgård som han hade bytt till sig av Vasa stad den 23 juli 1651 mot 5 11/12 mantal av grevskapsgodsen i Mustasaari socken. Vid mitten av 1650-talet lydde därför denna kungsgård under Vasa stad och 434 5/8 mantal. I grevebrevet bestämdes dess namn till Mustasaari, men den 18 augusti 1653 fick Oxenstierna rätt att skriva sig greve till Korsholm och Wasa, en titel som tilldelats honom redan den 17 april 1652. Släktgrenen är sedan dess känd som Oxenstierna af Korsholm och Wasa. Grevskapet indrogs genom reduktionen 1674 och staden Vasa återfick åter en stor del av den forna kungsgårdens ägor.
År 1662-64 uppfördes en ny, stor bostad uppe på Korsholms vallar, som allmänt kallades "Oxenstiernska palatset". Gabriel Gabrielsson Oxenstierna bör ha varit byggherre, och han sägs ofta ha tillbringat tid där. Senast i detta skede försvann de sista spåren av de medeltida byggnaderna uppe på vallarna. Inga samtida avbildningar av byggnaden finns kvar, men på kartor ser man en L-formad byggnad, precis utanför Vasas stadsstaket. Nedanför kullen anlades "Korsholms trädgård", en kvadratisk odlingsyta på 1/3 ha. Grevskapet Korsholm och Wasa indrogs vid reduktionen 1674. Samtidigt återkrävde reduktionskollegiet ränta, som de menade att släkten Oxenstierna af Korsholm och Wasa inte hade överlämnat till kronan, sammanlagt 160 000 riksdaler och dödsboet efter Gabriel Gabrielsson försattes i konkurs 1685. Oxenstiernska palatset övergick till att bli residens för landshövdingen i Österbotten. Den funktionen hade det ända tills det revs 1748. 

### Österbottens administration och landshövdingens residens
Korsholms kungsgård var centralort för Österbottens förvaltning till 1571, eftersom landskapets slottsfogde hade sitt residens där ända till denna tidpunkt. Mellan 1674 och 1774 bodde i stället Österbottens landshövding uppe på Korsholms vallar, i hjärtat av Korsholms kungsgård. 
De sista byggnaderna uppe på Korsholms vallar uppfördes av byggmästaren Johan Wissman som nytt landshövdingsresidens åt Österbottens dåvarande landshövding Gustaf Abraham Piper och stod färdiga 1752. De bestod av en större residensbostad och två mindre flygelbyggnader som användes av administrationen. Huvudbyggnaden, landshövdingens bostad och flygelbyggnaderna, ämbetsverk, hade murar och tak av tegel, väggarna var av trä och målade röda och knutarna vita. Från gårdens norra port ledde tredelade ledstångsförsedda trappor ned till stallgården där uthusen fanns. Bakom dem låg staden Vasas stadsstaket och södra tullporten. Då residenset stod färdigt sommaren 1752 fick landshövding Piper fint besök - kung Adolf Fredrik besökte Korsholms kungsgård och Vasa stad och var inkvarterad i landshövdingsresidenset. Residensets byggnader förföll emellertid snabbt och förklarades obrukbara redan på 1770-talet. Residenset revs och landshövdingen inkvarterades i den närbelägna staden Vasa.
Inga samtida avbildningar av de äldre byggnaderna som låg på Korsholms vallar har bevarats. Till Pipers landshövdingsresidens finns däremot detaljerade ritningar kvar.

### Modellfarm och skollägenhet
Efter att Finland 1809 blev ett ryskt storfurstendöme fortsatte kungsgårds verksamheten på Korsholm, dock med förändrad administration under kammarexpeditionen och länsguvernören. 1846 inrättade tsaren en agronomisk modellfarm på Korsholms kungsgård, lokalt kallat "modell-fermen". Den skulle fungera som förebild för traktens jordbrukare, demonstrera växelbruk, syssla med tillverkning och försäljning av nya arbetsredskap och maskiner samt sprida ”ädlare häst och boskaps racer”. Åren 1846–53 var Karl Georg Geordie förvaltare för modellfarmen. Österbottningarna ansåg dock inte att han klarade av dess skötsel, och hade lågt förtroende för verksamheten. Så brann staden Vasa till grunden en varm augustidag 1852 i den förödande Vasa stads brand. Staden flyttade sju kilometer närmare havet och området kring Korsholms kungsgård, dagens Gamla Vasa, låg i det snaraste öde. 
1859 omvandlades modellfarmen till en lantbruksskola på tsarens befallning. Lantbruksskolans utbildning inriktades dock på storbruk, vilket inte fungerade i de österbottniska förhållandena. 1905 grundades i stället en lantmannaskola, som bättre passade de lokala förhållandena. Sedan dess har skolverksamhet bedrivits på området i flera olika former. Lokalt är området känt som "Korsholms skolor" och i dag heter det Campus Kungsgården, en del av Yrkesakademin i Österbotten. Delar av den enorma Korsholms kungsgårds ägor, bestående av ca 730 hektar varav 130 hektar åker, används här för att utbilda bland annat jordbrukare, trädgårdsmästare och skogsmaskinförare.

## Fogdar och arrendatorer

### Fogdar på Korsholm
Under Gustav Vasas tid fanns följande fogdar på Korsholm:
- Jöran Helsing (1522–25)
- Jöns Andersson (Rääf) (1525–30)
- Lasse Olsson (Björnram) (1530–39)
- Nils Ottesson (Hästhufvud) (1539–42)
- Henrik Simonsson (1542–45)
- Ragvald Halvarsson (Ram) (1545–50)
- Joen Bagge (1551–59)

Övriga kända fogdar:
- Hans Ingesson (1560–66)
- Hans Knutsson Fordell (1567–68)
- Erik Nilsson (1558–78)
- Nils Olsson (1578–81)
- Bertil Mattsson Huggut / Mårten Larsson (1582–84)
- Tomas Göransson (1584–95)
- Abraham Melkersson/Israel Larsson (1596) (Klubbekriget, olika fraktioner)
- Hans Hansson till Monikkala (1597–98)
- Augustinus Larsson (1599–1602)
- Anders Larsson (1602–)
- Erik Andersson (åtminstone 1614)
- Daniel Wulfsson (åtminstone 1626)
- Botvid Höök (1651–) (Hauptman för grevskapet Korsholm och Wasa)

### Korsholms kungsgård som förläning[7]
- Gustav Axelsson Banér (1571–98)
- Svante Gustafsson Banér (1614–28)
- Gabriel Bengtsson Oxenstierna (1651–56)
- Gabriel Gabrielsson Oxenstierna (1656–74)
- Gustaf Adolf Oxenstierna (1674)

### Arrendatorer av (delar av) Korsholms kungsgård[7]
- Stor-Matts Hansson (1622–26)
- Pål Hansson (1622–28)
- Hans König (1626–33)
- Petter Grönberg (1628–29)
- Frans Davidsson (1629)
- Johan Björnsson Printz (1631–42)
- Hans Kyle (ca 1642–50)